# América (novela)
América (en alemán: Amerika), también conocida como Der Heizer (lit. ‘El fogonero’) o Der Verschollene (lit. ‘El desaparecido’), es una novela del escritor Franz Kafka, iniciada en 1911 que dejó inconclusa en 1912 y publicada póstumamente en 1927.

## Descripción
Desde 1982 se publica con el título original que Kafka pensó: El desaparecido. Fue Max Brod quien cambió dicho título por el de América. Esta revisión y los estudios posteriores, determinaron una nueva distribución de la novela, sobre todo de los fragmentos, tal y como se decidió publicar en la edición alemana definitiva de Fischer.
La historia describe el ir y venir de un muchacho de 16 años, inmigrante de Europa, llamado Karl Rossman, en los Estados Unidos, quien fue forzado a ir a Nueva York por sus padres porque había sido seducido por la criada que después tuvo un hijo suyo. Durante el viaje se hace amigo de un fogonero del barco.